# Humo's gouden stud
Humo's Gouden Stud werd jaarlijks georganiseerd door het weekblad Humo. Tot 2008 werd de Gouden Stud uitgereikt aan de meest sexy voetballer van het jaar. Vanaf 2009 werd het concept aangepast en sindsdien kunnen niet alleen voetballers, maar ook sporters uit andere disciplines meedingen naar de titel van Gouden Stud.
Na 2010 werd de prijs niet meer uitgereikt.

## Winnaars
- 2010 - Davino Verhulst
- 2009 - Greg Van Avermaet
- 2008 - Johan Gerets
- 2007 - Logan Bailly
- 2006 - Jamaique Van Damme
- 2005 - Bjorn De Wilde
- 2004 - Dirk Huysmans
- 2003 - Carl Hoefkens
- 2002 - Gunther Schepens

## Genomineerden
- 2010 - Iljo Keisse, Nils Duerinck, Davino Verhulst, Kristof Hoho en Steve Ramon
- 2009 - Tim Maeyens, Greg Van Avermaet, Anthony Kumpen, Kevin Rans, Dirk Van Tichelt en Kenny Steppe
- 2008 - Paul Kpaka, Patrick Nys, Stijn Vreven en Johan Gerets
- 2007 - Logan Bailly, François Sterchele, Mustapha Jarju, Mark De Man en        Hans Cornelis
- 2006 - Jamaique Van Damme, Frédéric Dupré, Ronny Gaspercic en Igor De Camargo